# Skalmodal
Skalmodal este o arie protejată (arie specială de conservare — SAC, sit de importanță comunitară — SCI) din Suedia întinsă pe o suprafață de 312,9 ha, integral pe uscat.

## Localizare
Centrul sitului Skalmodal este situat la coordonatele 65°26′03″N 14°32′59″E / 65.4342°N 14.5497°E.

## Înființare
Situl Skalmodal a fost declarat sit de importanță comunitară în decembrie 1995 pentru a proteja 1 specie de plante. Situl a fost protejat și ca arie specială de conservare în decembrie 2009.

## Biodiversitate
Situată în ecoregiunea alpină, aria protejată conține 8 habitate naturale: Păduri fino-scandinave bogate în ierburi cu Picea abies, Mlaștini alcaline, Pante stâncoase calcaroase cu vegetație casmofită, Grohotișuri calcaroase și de șisturi calcaroase de la nivelul montan până la nivelul alpin (Thlaspietea rotundifolii), Taiga vestică, Mlaștini împădurite, Râuri de munte și vegetația erbacee de pe malurile acestora, Păduri nordice subalpine/subarctice cu Betula pubescens ssp. czerepanovii.
La baza desemnării sitului se află o specie protejată de  plante: Calamagrostis chalybaea.